# Székely Dezső (költő)
Székely Dezső (Bükkaranyos, 1936. szeptember 29. – 2020. július 31.) magyar költő, újságíró.

## Élete
Bükkaranyoson született 1936. szeptember 29-én. Hatan voltak testvérek, az egymásért való aggódás már korán megfogamzott benne. Iskolai tanulmányait szülőfalujában kezdte, majd tízéves korában bekerült a „fényes szelek” szárnyán hódító NÉKOSZ seregébe, népi kollégista lett. A Rajk-per után a biztatóan indult mozgalmat a hatalom felszámolta. Néhány évi hányódás után sárospataki diákként fejezte be általános iskolai tanulmányait és a középiskolát már Mezőkövesden kezdte el. Iskolai tanulmányai félbeszakadtak és segédmunkásként dolgozni kezdett a nehézipar borsodi fellegvárában, a diósgyőri vasgyárban.
1957 tavaszán került Budapestre; az Állami Könyvterjesztő Vállalatnál dolgozott és folytatta félbeszakadt tanulmányait. Bár első verse még húszéves korában Miskolcon jelent meg, sűrűbben a fővárosban kezdett publikálni. Első kötete 1964-ben jelent meg Füstoszlopok címmel a Szépirodalmi Kiadónál. Ezt követte pár évvel később a Viharszünet. 1976-ban a Magvető adta közre Embertől emberig c. kötetét, ezt követően a rendszerváltásig a kiadók elfordultak tőle. 
A csendet a Zászló nélkül törte meg 1989 őszén, aztán újabb hosszabb szilencium után jött a Harang és kötél a Magyar Fórum gondozásában 2000-ben. Ennek a lapnak a munkatársaként ment nyugdíjba. 2008-ban a Kairosz jelentette meg Ahol a tücsök éjszakázik c. kötetét. Versei negyven antológiában kaptak helyet és pár műve megjelent angol, orosz és litván nyelven is. Gyerekeknek is sok verset írt; ezekből egy csokor a Süt a nap, süt a pék c. kötetben jelent meg; néhány közülük iskolai tankönyvben, szöveggyűjteményben is szerepel és hallhatók megzenésített változatban is.

## Művei
- Füstoszlopok (Szépirodalmi, 1964)
- Viharszünet (Szépirodalmi, 1969)
- Embertől emberig (Magvető, 1976)
- Zászló nélkül (Szépirodalmi, 1989)
- Harang és kötél (Magyar Fórum, 2000)
- Ahol a tücsök. Versek; Kairosz, Bp., 2008
- Amíg szól a harang. Válogatott versek, 1961–2011; Hét Krajcár, Bp., 2013
- Nyitott szívvel, szabad szemmel; Hét Krajcár, Bp., 2017
- Csillagok udvarában; Hét Krajcár, Bp., 2018
- Szeptemberi ég; 3BT, Bp.,2022

### Gyerekeknek készült írásai
- Óvodások (Minerva, 1972)
- Sicc a vadonban (Minerva, 1973)
- Süt a nap, süt a pék (Móra, 1979)

### Antológiák
- Szép versek 1974, 1976, 1977, 1978 (Magvető)
- Szép szó 1971, 1972, 1973, 1974 (Táncsics)
- Hétköznapok 1979, 1980, 1983 (Táncsics, Népszava)
- Egyetlen verseink 1991, 1997 (Szépirodalmi, Nemzeti Tankönyvkiadó)
- Aranyasszony (Lapkiadó Vállalat, 1986)